# Константиновка (Субботцевская сельская община)
Константиновка (укр. Костянтинівка) — село в Субботцевской сельской общине Кропивницкого района Кировоградской области Украины.
До 2020 года входило в Знаменский район
Население по переписи 2001 года составляло 265 человек. Почтовый индекс — 27444. Телефонный код — 5233. Занимает площадь 0,711 км². Код КОАТУУ — 3522286302.